# Olympiaturm
La Olympiaturm (en español: Torre Olímpica) es una torre de televisión de Múnich y uno de los edificios más emblemáticos del Parque Olímpico y de toda la ciudad. La Olympiaturm está ubicada en el sur de la villa olímpica cercana a la avenida Georg-Brauchle-Rings que da acceso a la zona, entre la piscina olímpica (en el oeste) y el centro olímpico de patinaje (en el este). La torre tiene el honor de ser la estructura más alta, no solo de la ciudad sino del estado de Baviera.

## Información
La Olympiaturm está al lado de la infraestructura para los deportes de hielo, que es un edificio preolímpico localizado en el parque. La continua expansión de la red de telecomunicaciones en Múnich y la potencia de transmisión para la mejora de los programas de radio y televisión dio lugar a la idea de construir una torre de telecomunicaciones. La ubicación elegida fue Oberwiesenfeld debido a que su proximidad al centro de la ciudad era casi perfecta además de ser un área de desarrollo permanente. El 29 de enero de 1964, el ayuntamiento de Múnich aprobó construir junto con la oficina de correos alemana, la torre de telecomunicaciones. Con este fin, el parque olímpico de Múnich fue fundado como un área empresarial de desarrollo inmobiliario.
El servicio postal alemán como uno de los promotores inmobiliarios junto con la ciudad de Múnich no pudo ponerse de acuerdo sobre un enfoque unificado para el diseño de la torre. Por lo tanto, dos estructuras de alturas diferentes se construirían en la torre, en la que se estableció: en la zona inferior se irían las comunicaciones y en la superior las cosas menos importantes como la plataforma de observación y el restaurante giratorio, sobre los 182 metros de altura.
Después del 26 de abril de 1966, el Comité Olímpico Internacional, adjudicó a la ciudad los Juegos Olímpicos de 1972, por lo cual la torre se integró posteriormente en el concepto de "Juegos Olímpicos Verdes" y se transformó en el símbolo de la villa olímpica. El optimismo y la libertad de prensa pasaron a ser simbolizados en la torre para hacer hincapié en el concepto base de los ideales de la democracia y las olimpiadas. Con la puesta en marcha de la torre de transmisión, la oficina principal de correos de Múnich hasta entonces fue sustituida por la red básica de canales de televisión. Parte de su equipo de radio se instaló para los Juegos Olímpicos en la Olympiaturm, estableciendo las conexiones de televisión y teléfono con otras ciudades como Frankfurt, Núremberg, Salzburgo e incluso Milán.
En el año 1999, la torre fue cerrada por reformas extensas durante tres meses. Entre otros trabajos, el restaurante giratorio fue rediseñado, los ascensores modernizados, se instalaron nuevos sistemas de riego y se sustituyó la barandilla del mirador en la zona abierta.
Desde 2004, la torre también alberga el Museo del Rock y  un estudio fotográfico.
En 5 de abril de 2005, la parte superior fue cambiada para proporcionar una nueva antena de retransmisión TDT y desde este momento la torre creció en 1,75 metros.
Desde 2006, el restaurante giratorio es gestionado por la empresa local Arena One GmbH, rediseñando y rebautizando el restaurante a la altura de 181 metros. En 2009, el chef Otto Koch instruyó en la cocina y cambió el concepto gastronómico del restaurante. El comedor ha sido galardonado con una estrella Michelin y 17 de los 20 puntos Gault Millau.[cita requerida]

## Construcción y equipamiento
La Olympiaturm se construye a base de encofrados, mientras levanta gatos hidráulicos, el encofrado avanzaba cercano a 10 cm por hora. El centro de gravedad de la torre se sitúa en la base interior la primera estructura y las paredes más gruesas van adelgazado hacia arriba cada 50 metros.
La torre está equipada con un ascensor de emergencias. y dos ascensores para los visitantes, que actúan a una velocidad de 7 metros por segundo y contienen capacidad para cerca de 30 personas por cabina, Ambos están equipados con un moderno sistema de comunicaciones y un indicador de velocidad para los usuarios. Elevar un ascensor a la plataforma de observación a 185 metros de altitud tarda unos 30 segundos.
Los sistemas de protección contra incendios han ido mejorando a lo largo de los últimos doce años. El disparador por fuego de la torre es similar al de la torre de telecomunicaciones de Moscú. Así, en la Olympiaturm existían alrededor de 180 puertas cortafuegos que fueron reemplazadas, demolidas y reconstruidas por muchas paredes a prueba de fuego. Dentro de la torre hay sectores creados para frenar la propagación del fuego. Un sistema de extracción de humos se ha construido. En su lugar. Todos los pisos y paredes combustibles fueron retirados y se instaló un sistema antifuego de alta presión. El sistema de extinción con una presión de 50 bar produce una niebla fina de agua rápida y eficaz que elimina los incendios.

## Galería de imágenes

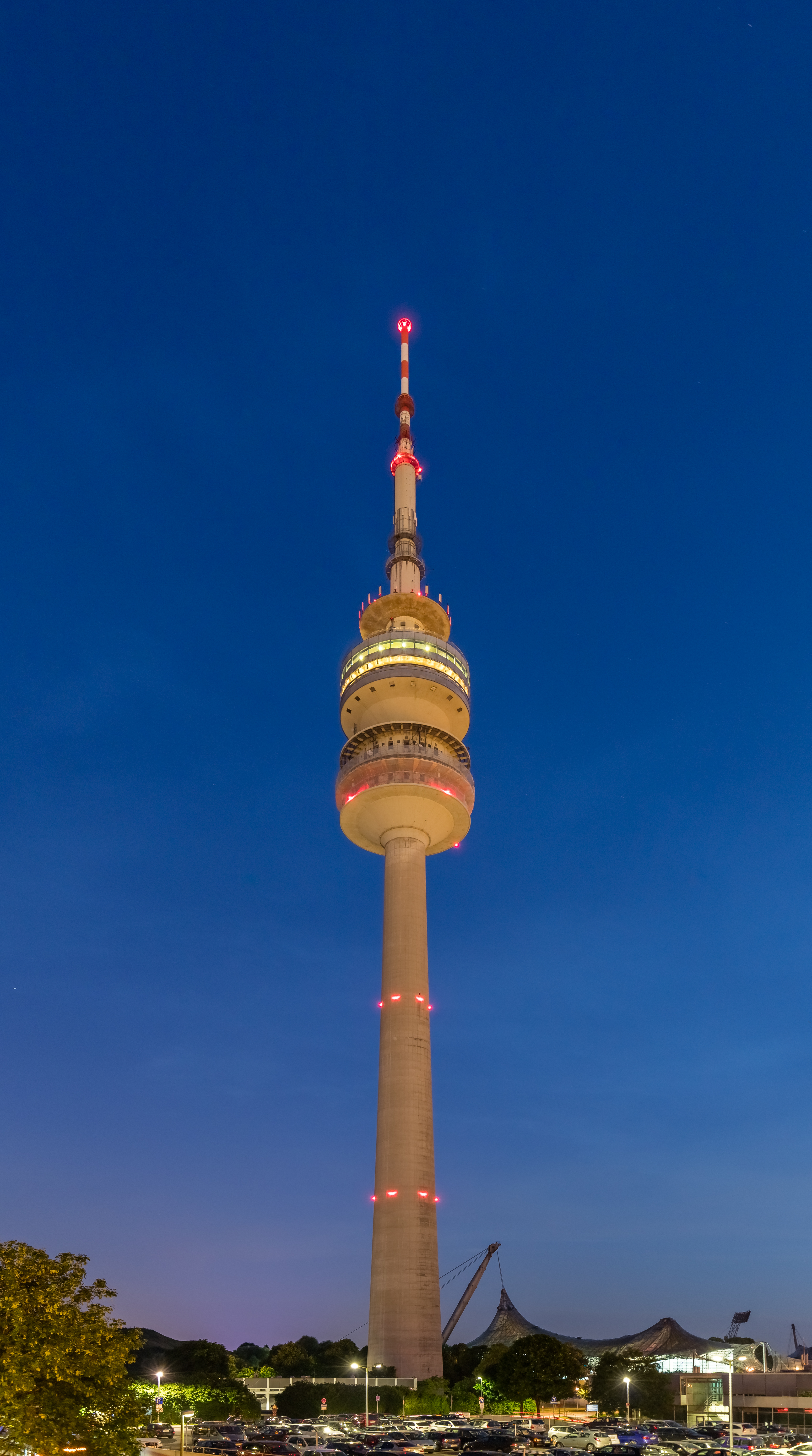
Vista nocturna.
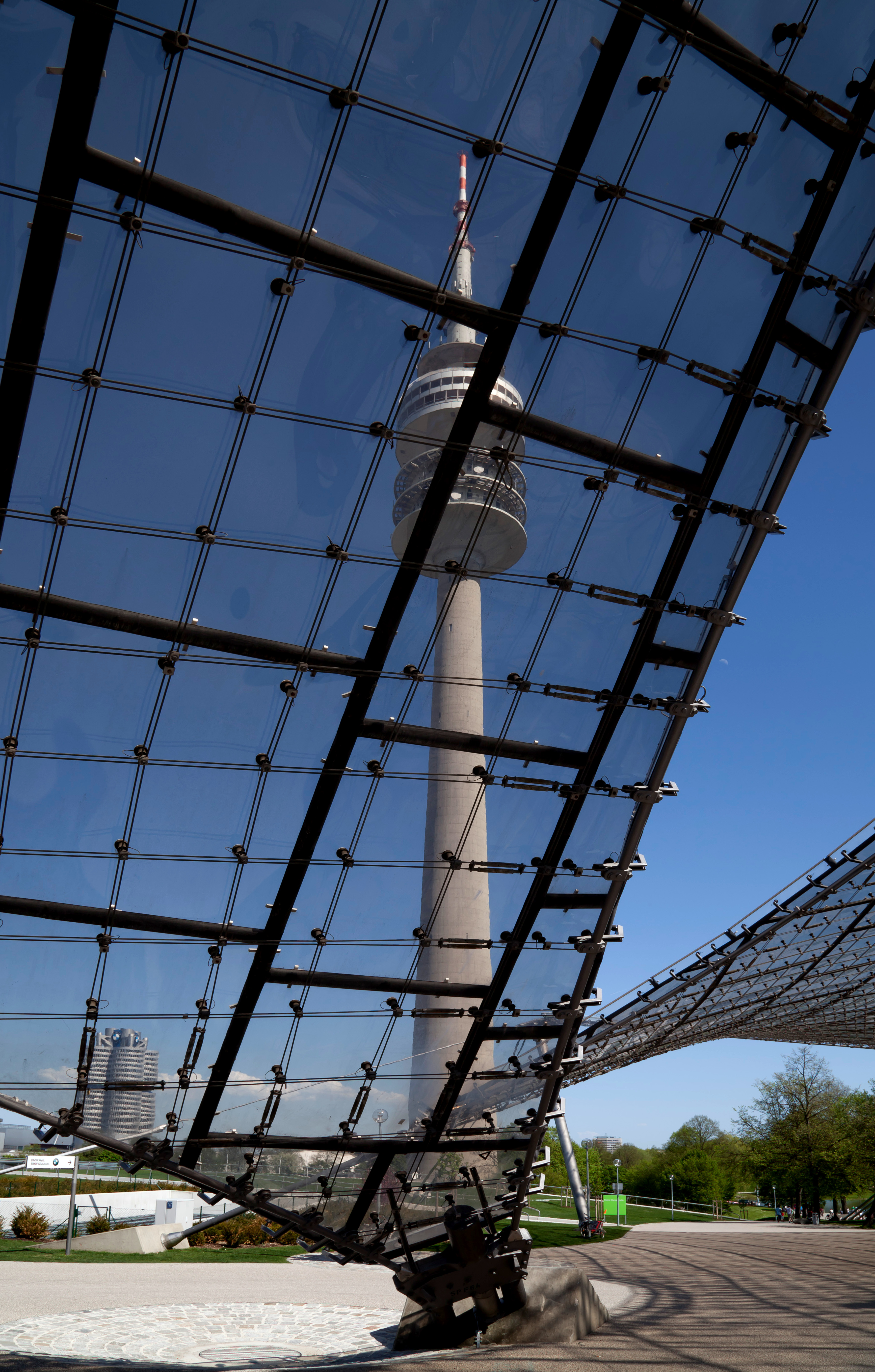
Vista desde el estadio olímpico.
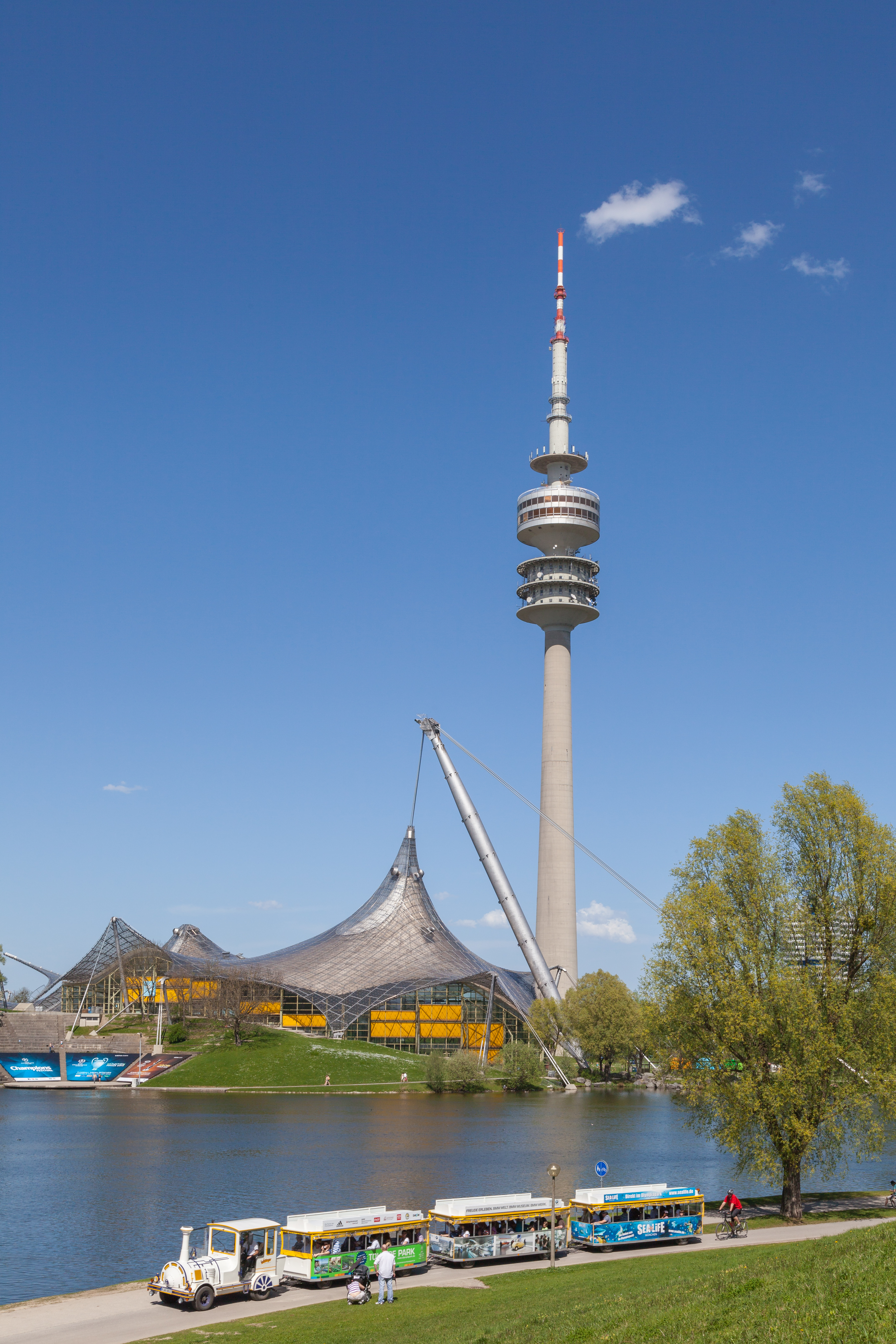
Torre y lago olímpico.
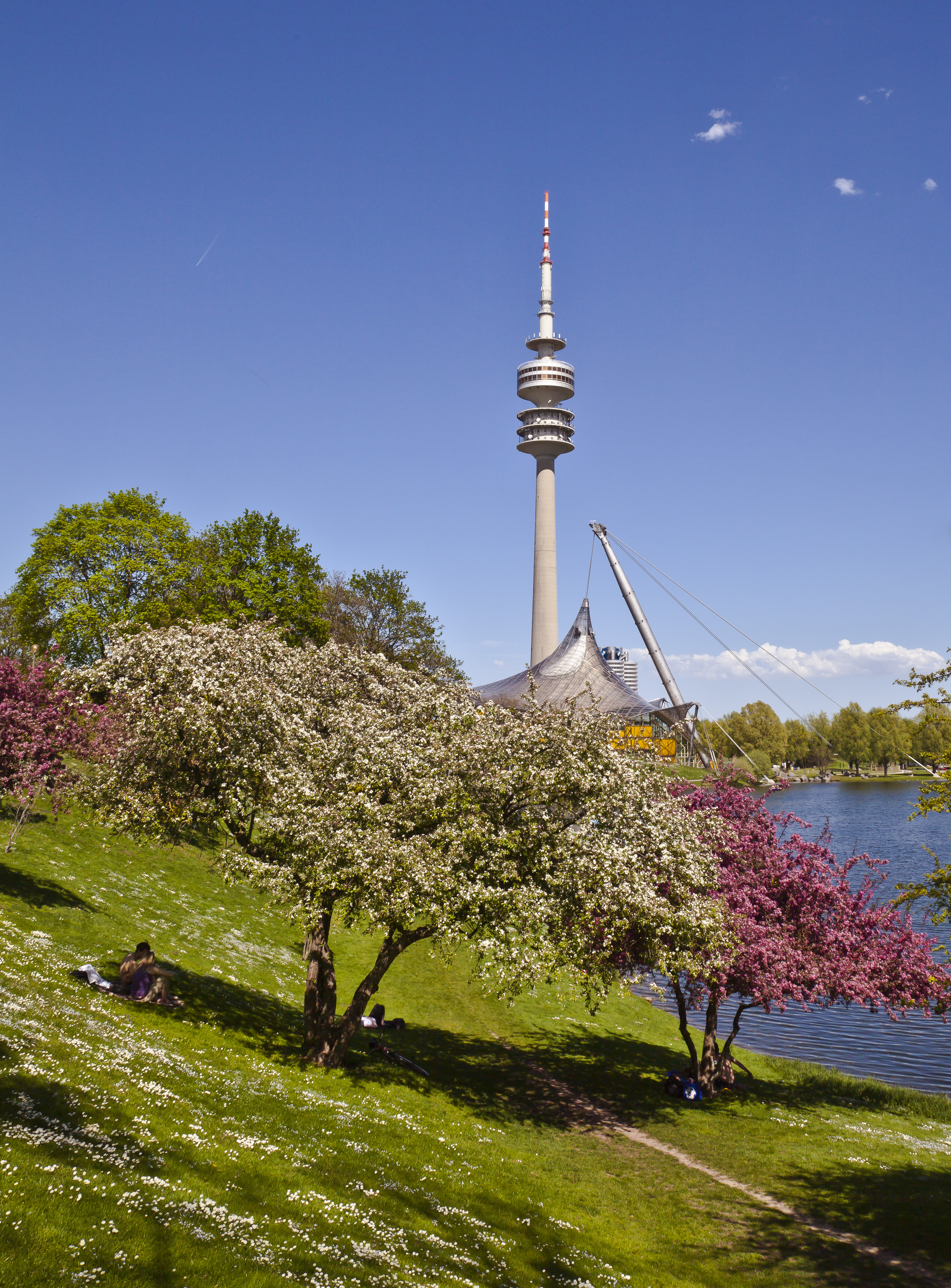
Parque olímpico.
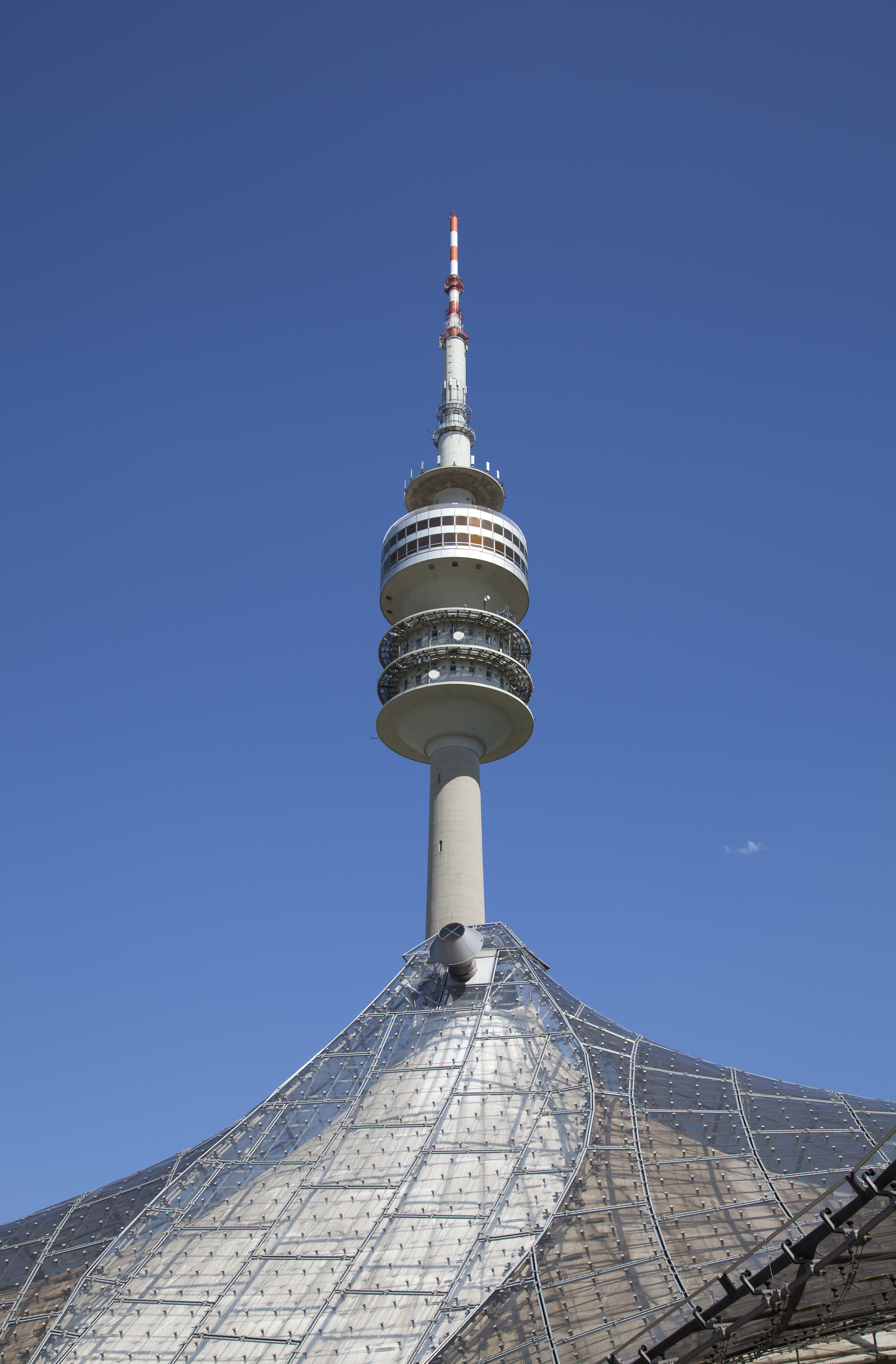
Detalle.